# Marian Zawidzki
Marian Zawidzki (ur. 1 kwietnia 1898 w Odolanowie, zm. 17 stycznia 1945 w Lublinie) – zastępca szefa Ochrony Powstania w Inspektoracie Okręgu AK w Lublinie, wizytator i kurator oświaty woj. śląskiego i pruskiego, oficer z okresu I wojny światowej, organizator i kierownik wywiadu AK na terenie III Rzeszy, redaktor propagandy w języku niemieckim, dziennikarz „Strażnicy Zachodniej”, pedagog, germanista. 

## Życiorys
Urodził się 1 kwietnia 1898 w Odolanowie w woj. poznańskim. Ukończył studia wyższe pedagogiczne i germanistyczne na Uniwersytetach w Lipsku i Poznaniu. Był nauczycielem gimnazjum w Poznaniu, a potem wizytatorem tamtejszego Wydziału Oświaty. W latach 1935–1939 był wizytatorem i kuratorem na województwo śląskie w Katowicach i działaczem Związku Zachodniego oraz redaktorem „Strażnicy Zachodniej”. 
Po wybuchu II wojny światowej, spodziewając się represji, przeniósł się do Lublina. W okresie okupacji uczył w tajnych kompletach. Działał w Służbie Zwycięstwa Polsce/ZWZ/AK. Był zastępcą szefa BIP AK na Okręg Lubelski. Redagował prasę podziemną. Działał w komórce KG AK „Zachód”, utrzymującej łączność z Polakami w Niemczech oraz przygotowywał zagospodarowanie Ziem Zachodnich po zakończeniu wojny. 
W ostatnich dniach wojny, w połowie lipca, po obserwacji samochodów (w tym samobieżnej komory gazowej) wywożących więźniów na egzekucje, w pobliżu krematoriów na Majdanku, usiłował nakłonić dowództwo Okręgu AK do zbrojnych wystąpień w obronie mordowanych i jako Zastępca Szefa Ochrony Powstania AK w Lublinie organizował akcje powstańcze.
Po wkroczeniu 23 lipca 1944 Armii Czerwonej do Lublina, rozpoczął prace we wrześniu tego roku jako nauczyciel języka niemieckiego w miejscowym Gimnazjum i Liceum im. St. Staszica. 
19 listopada 1944 aresztowany przez NKWD, był więziony na Zamku w Lublinie. Skazany na karę śmierci, został stracony na Zamku 17 stycznia 1945. Według uzasadnienia wyroku miał zbyt duże wykształcenie, by nie wiedzieć, że AK jest organizacją działającą na szkodę demokracji.
Przed wojną odznaczony był Medalem Niepodległości, a w 1945 pośmiertnie przez Rząd RP w Londynie Krzyżem Virtuti Militari. 
Po wniesieniu przez rodzinę wniosku o rehabilitację, Sąd Najwyższy 31 stycznia 1990 wydał wyrok uniewinniający.